# Naic
Naic (offiziell: Municipality of Naic; Filipino: Bayan ng Naik) ist eine philippinische Stadtgemeinde in der Provinz Cavite.

## Baranggays
Naic ist politisch in 31 Baranggays unterteilt.
| - Bagong Kalsada - Balsahan - Bancaan - Bucana Malaki - Bucana Sasahan - Capt. C. Nazareno (Pob.) - Calubcob - Gomez-Zamora (Pob.) - Halang - Humbac - Ibayo Estacion - Ibayo Silangan - Kanluran Rizal - Labac - La Toria | - Mabolo - Maquina - Malainen Bago - Malainen Luma - Molino - Munting Mapino - Muzon - Palangue Central - Palangue 2 - Palangue 3 - Sabang - San Roque - Santulan - Sapa - Timalan Balsahan - Timalan Concepxion |